# Anolis oxylophus
Anolis oxylophus (річковий аноліс) — вид ігуаноподібних ящірок родини анолісових (Dactyloidae). Мешкає в Центральній Америці.

## Поширення і екологія
Річкові аноліси мешкають на сході Гондурасі і Нікарагуа, в Коста-Риці та на крайньому північному заході Панами. Вони живуть на берегах річок і струмків у вологих тропічних лісах і галерейних лісах. Живляться дрібними безхребетними. Зустрічаються на висоті до 1700 м над рівнем моря.